# A Hosszúpályi Petőfi Termelőszövetkezeti Csoport Kossuth-díjas tagjai
A Hosszúpályi Petőfi Termelőszövetkezeti Csoport két munkatársa, Kéri Lajos és Vincze Gábor 1950-ben megosztva megkapta a Kossuth-díj ezüst fokozatát, az indoklás szerint Kéri „a csoport munkájának megszervezésében, kulturális és politikai nevelésében elért jelentős eredményeiért,” míg Vincze „az alma- és általában a gyümölcstermelés, valamint a szervezés terén elért eredményeiért”.
A munkaközösség tagja volt:
- Kéri Lajos (1912–1985) gazdasági vezető, a hosszúpályi Petőfi Termelőszövetkezet párttitkára (Mezőgazdaság Kiváló Dolgozója, 1974)
- Vincze Gábor (1910–1994) gazdasági vezető, a hosszúpályi Petőfi Termelőszövetkezet elnöke (Felszabadulás Jubileumi Emlékérem, 1970)